# Пантелеев, Анатолий Константинович
Анатолий Константинович Пантелеев (1915, Рыбинск — 1989, Запорожье) — советский авиаконструктор, лауреат Ленинской премии 1960 г. за участие в разработке и создании двигателя АИ-20 пассажирского самолёта Ил-18.

## Биография
Родился 8 сентября 1915 года в Рыбинске в мещанской семье. После школы фабрично-заводского обучения работал слесарем на заводе дорожного машиностроения.
Окончил Рыбинский авиационный институт (1934—1940). В 1940—1948 гг. инженер-конструктор, ведущий конструктор КБ на Запорожском моторостроительном заводе (завод № 29, во время войны — в эвакуации в Омске).
В 1948 г. переведён в ОКБ завода № 478 (ныне ЗМКБ «Прогресс»).
С 1961 года заместитель, с 1968 первый заместитель главного конструктора ОКБ-478 (Запорожье).
Вышел на пенсию 31 марта 1989 года. 25 октября того же года умер.
Лауреат Ленинской премии 1960 года за разработку и создание пассажирского самолёта Ил-18.
Награждён орденами Трудового Красного Знамени, «Знак Почёта», медалью «За доблестный труд в Великой Отечественной войне 1941—1945 годов».
Семья: жена, трое детей.
Виктор Чуйко отмечал профессиональную поддержку, которую ему оказывали Анатолий Пантелеев и Владимир Лотарев во время его работы в ОКБ-478.